# Tropistes hebraicator
Tropistes hebraicator là một loài tò vò trong họ Ichneumonidae.